# Janet Jackson’s Rhythm Nation 1814
Janet Jackson’s Rhythm Nation 1814 — четвёртый студийный альбом американской певицы Джанет Джексон. Выпущен 19 сентября 1989 года компанией A&M Records. Это второй альбом в карьере певицы, записанный по руководством продюсерского тандема Джимми Джема и Терри Льюиса. Также, помимо самой Джанет Джексон, диск продюсировали Джиллибин Джонсон и Джон МакКлейн.
Отходя от темы независимости, затронутой в альбоме 1986 года Control, Rhythm Nation 1814 является концептуальной пластинкой, поднимающей, кроме всего прочего, тему социальной несправедливости. Несмотря на то, что руководители лейбла A&M хотели, чтобы альбом был подобен его предшественнику, команда Джанет настояла на социальной тематике. Так, одним из источников вдохновения для написания текстов песен послужил телеканал CNN. Диск спродюсирован в модном тогда звучании стиля нью-джек-свинг, современного ритм-н-блюза и индастриала.
Rhythm Nation 1814 стал вторым подряд альбомом Джанет Джексон, занявшим первую строчку хит-парада Billboard 200, а также стал лидером по количеству проданных в США экземпляров в 1990 году. Все семь песен альбома, выпущенные в качестве синглов, — «Miss You Much», «Rhythm Nation», «Escapade», «Alright», «Come Back to Me», «Black Cat», «Love Will Never Do (Without You)», — в разное время попали в первую пятёрку хит-парада синглов Billboard Hot 100. В результате, альбом стал единственным в истории, содержащим такое количество синглов, попавших в первую пятёрку Billboard Hot 100, а также единственным, синглы с которого восходили на вершину хит-парада в течение трёх лет (1989—1991). По данным RIAA альбом стал шесть раз платиновым, а мировой тираж диска превышает 14 миллионов экземпляров. Диск занесён в рейтинг 500 величайших альбомов всех времён по версии журнала Rolling Stone, а также в альманах американских музыкальных критиков тысяча и один музыкальный альбом, который стоит прослушать, прежде чем вы умрёте.

## История создания
После коммерческого успеха и хороших отзывов критиков на предыдущую работу певицы Control (1986), Джексон была заинтересована в том, чтобы продолжить писать песни самостоятельно и занять более важное место в процессе создания её нового альбома. Руководители лейбла A&M ожидали, что она продолжит развивать идеи, которые использовала на Control и советовали идею концептуального альбома под названием Scandal («Скандал» — англ.), который мог бы быть о семье Джексонов. Исполнительница написала песню «You Need Me», которая была адресована её отцу Джозефу, но не пожелала создавать альбом в таком ключе и предложила свою собственную концепцию. Она говорила, что «многие ожидали от меня второй Control, а это было как раз то, чего не хотела я. Мне нужно было делать то, во что я действительно верю и в чём я уверена». «You Need Me» была издана, как бисайд на первом сингле из альбома — «Miss You Much».
Продюсер Джеймс «Джимми Джэм» Харрис рассказывал: «У нас постоянной был включен телевизор, обычно на CNN… И я думаю социальный контекст таких песен, как „Rhythm Nation“, „State of the World“ и „The Knowledge“ навеян этим». Он утверждал, что «Living in a World (They Didn’t Make)» была написана под влиянием трагедии в школе имени Кливленда в Стоктоне и говорил: «песня о том, что дети не должны отвечать за то, что натворили взрослые». Джексон также была под впечатлением от репортажей о подростковых объединениях, возникавших по всему Нью-Йорку, как средство индивидуализации. Певица утверждала: «Я решила, что будет чудесно, если бы мы смогли создать свою собственную нацию… такую, которая несёт позитивный посыл и к который каждый сможет присоединиться по собственной воле». Название альбома было придумано под впечатлением от обета: «Мы — нация без географических границ, связанные вместе нашими убеждениями. Мы — думающие одинаково индивидуальности, разделяющие одинаковое видение, способствующие освобождению мира от расовых предрассудков» и её кредо: «Музыка, Поэзия, Танец, Единство» Использование цифр «1814» имеет двойной смысл. Во-первых, R (Rhythm) — это восемнадцатая буква в американском алфавите, N (Nation) — четырнадцатая. Во-вторых, Джексон объясняла: «во время записи [Rhythm Nation] я ходила туда сюда и всё повторяла „Боже, ребята, у меня предчувствие, что это будет национальный гимн 90-х…“ И только по самой малой случайности мы решили заглянуть, когда Фрэнсис Скотт Ки написал национальный гимн и это было 14 сентября 1814 года».
Несмотря на то, что протестные песни были в центре внимания рэп-исполнителей в конце 1980-х, такая концепция отсутствовала среди других музыкальных жанров. Алекс Хендерсон из Allmusic предположил, что Джексон адаптировала достижения классического рэпа через социальный протест в альбоме. Певица признавалась, что её вдохновляли на запись и такие артисты, как Трэйси Чэпмен и U2. Она также отмечала, что её мама Кэтрин сильно повлияла на неё при записи. Она посвятила альбом своей матери и писала в буклете: «Я никогда не знала более прекрасной, заботливой, любящей, понимающей и интеллигентной женщины чем ты, мама. Когда-нибудь я надеюсь стать такой же как ты. Люблю тебя всем сердцем». Джексон также говорила в интервью: «Я не наивна. Я понимаю, что альбом или песня не могут изменить мир. Я просто хочу чтобы моя музыка и танцы помогали захватить внимание аудитории, настолько долго, чтобы люди услышали слова и поняли смысл. С надеждой, что это вдохновит их, пробудит желание объединить усилия… и наконец изменить хоть что-то».

## Музыка и тексты песен
Альбом был спродюсирован Джэймсом Харрисом и Терри Льюисом, Джанет Джексон была отмечена в буклете, как сопродюсер. Главный менеджер A&M, Джон МакКейн, выступил исполнительным продюсером. Тексты каждой из песен были включены в буклет альбома. Все треки были записаны на студии Flyte Tyme Records в Миннеаполисе, штат Миннесота и смикшированы во Flyte Tyme (город Идайна). Джеймс и Терри, наряду с Джексон, также выступили авторами или соавторами большинства песен, а также аранжировщиками. Они сделали весь компьютерный музыкальный программинг и играли практически на всех инструментах. Запись альбома заняла семь месяцев. Как и его предшественник, Control, альбом записан в таких жанрах, как ритм-н-блюз, рэп и фанк. Кен Хаджес из Keyboard Magazine отмечал, что, несмотря на то, что кажущийся сегодня грубым «поразительный, прорывной продакшн и саунд-дизайн Джимми Джэм и Терри Льюис созданный для альбома Джанет Джексон Rhythm Nation 1814 обязан своим возникновением эксплуатации [ клавишных Ensoniq Mirage ], с определёнными оговорками».
Критик газеты The New York Times, Джон Парелес, писал, что альбом имел мультиформатность для радио, включая такие песни, которые подходили для ротации на радиостанциях различного формата, в том числе top 40, mainstream rock, quiet storm и Adult Contemporary (AC). Он говорил: «Всё лучшее в Rhythm Nation пришло от технических приёмов — неожиданного слияния тройных битов драм-машины, богатства электронного звука скрещённого с вокалом… Большинство музыкального материала было создано с помощью синтезаторов и семплов». Этот музыкальный стиль получил название нью-джек-свинг от музыкального продюсера Тедди Райли в 1987 году. В книге The New Blue Music: Changes in Rhythm & Blues, 1950—1999 (2006) музыковед Ричард Дж. Рипани указывал на Райли, как на «возможно одного из самых главных изобретателей этого стиля». Однако, Рипани заметил, что вполне возможно, Райли был вдохновлён синглом Джанет Джексон «Nasty» из альбома Control, утверждая, что «с момента релиза альбома Джексон в 1986 году и того успеха, который он получил, небеспричинно предположить, в конце концов, что он имел особое влияние на нью-джек-свинг произведения, которые создавал Тедди Райли».
Использование семплов, тройного свинга, рэп-куплетов и блюзовых нот нашло отражение в заглавной песне «Rhythm Nation». В песне засемплирован отрывок из «Thank You (Falettinme Be Mice Elf Agin)» группы Sly and the Family Stone, который звучит на протяжении всей композиции. Рипани писал, что «Rhythm Nation» представляет широкий спектр ритм-н-блюз музыки, отмечая особое значение песни для развития R&B в начале 1990-х. Вдохновением для «Escapade» послужила песня «Nowhere to Run» (1965) группы Martha and the Vandellas, на которую Джексон сначала хотела сделать ремейк, но после вместо этого записала совершенно новую композицию, после согласия продюсера Джеймса. Бэк-вокал для «Love Will Never Do (Without You)» и «Miss You Much» был записан Харрисом и Льюисом в конце 1988 года, а основной вокал Джексон был записан в начале 1989-го. Песню «Black Cat» Джексон написала самостоятельно и её продюсером выступил Джиллибин Джонсон; это была последняя запись для альбома. «Black Cat» отличается от всего остального материала в альбоме, являясь рок-песней.

## Релиз и рекламная кампания
В августе 1989 года на радио состоялся релиз первого сингла «Miss You Much». Тогда же лейбл A&M выпустил пресс-релиз, в котором говорилось, что «социальная тематика пронизывает большинство песен» в новом альбоме Джексон. Для рекламы альбома было снято тридцатиминутное видео «Rhythm Nation 1814», показанное в эфире MTV. Видео было обозначено, как «телемюзикл» и включало несколько песен из пластинки. Бюджет фильма составил 1,6 миллиона долларов. Джексон привлекла к работе режиссёра Доминика Сена, исполнительного видео-продюсера Рэне Элизондо Младшего и креативного продюсера Вэнса Лорензини. Джексон и Сена сделали основной темой видео историю двух мальчиков, мечты которых о музыкальной карьере были разрушены вследствие того, что один из них становится жертвой разборок наркомафии. Съёмки проходили в Лос-Анджелесе и Сена обозначал их, как «Проект 1814», чтобы широкая публика не догадалась, что Джексон снимает фильм на улицах города. Он также признавался: «Её брат Майкл однажды пришёл на съёмки, но это был просто визит. Он не принимал участия в работе. Он видел некоторые отснятые сцены и сказал, что ему понравилось, но ни в чём не участвовал. Он знал, что это проект Джексон». Джэфферсон Грэхам из USA Today писал о видео: «Сестрёнка Майкла Джексона взяла его подход к видео… Как Майкл, она представила превосходный танцевальный номер в стильном чёрно-белом видео к трём песням — „Miss You Much“, „Rhythm Nation“ и „The Knowledge“, — одетая в милитаристский жакет и исполняющая роль мистического героя для подростков». Джон Парелес отмечал, что видео «соединило её танцевальные номера с мрачной урбанистической картинкой и сюжетом о наркотических фантазиях; очень похоже на сиквел к клипу „Bad“ Майкла Джексона». Книга Gender and Qualitative Methods (2003) документировала: «Хореография означала контроль над собой и военную дисциплину… Промышленные установки, чёрно-белое изображение и хореография, схожая с восточными боевыми искусствами, подчеркивали атмосферу беспощадной решимости».
Выпущенный в продажу 19 сентября 1989 года, альбом дебютировал на 28 месте в чарте Billboard 200 и на 87 месте в Top R&B/Hip-Hop Albums, но в итоге поднялся до первой позиции в обоих. Альбом возглавлял чарт США четыре недели подряд, с продажами в три миллиона экземпляров за первые четыре месяца после релиза. В ноябре 1989 года, Recording Industry Association of America (RIAA) сертифицировала альбом, как золотой, за 500 тысяч оптовых отгрузок. Позже пластинка получила платиновый сертификат за миллион экземпляров и дважды-платиновый к концу года. К концу 1992 года, он был сертифицирован, как шесть раз платиновый. С того времени, продажи альбома по всему миру составили более 14 миллионов экземпляров. Фильм «Rhythm Nation 1814» был выпущен в октябре 1989 года на VHS, и переиздан, вслед за последним синглом альбома, в ноябре 1990, под названием «Rhythm Nation 1814 compilation», с включением всех видеоклипов певицы снятых для альбома. Обе версии фильма получили дважды-платиновый сертификат в Америке. Продажи фильма превысили четыре миллиона экземпляров по всему миру.
Первый сингл «Miss You Much» стал первым из четырёх, возглавивших национальный чарт США. Песня стала первой в октябре 1989 года и провела на вершине чарта четыре недели. Она также возглавила Billboard Hot R&B/Hip-Hop Songs and Hot Dance Club Songs.. Сингл был сертифицирован, как платиновый в США. в ноябре 1989 года. По информации журнала Radio & Records, «Miss You Much» стала самой ротируемой на радио песней в 1989 году. Второй и заглавный сингл «Rhythm Nation» достиг второго места в Hot 100, уступив первое место синглу Фила Коллинза «Another Day in Paradise». Стефан Холден из The New York Times сравнила песню с «милитаристически утопичным танцевальным призывом… песня призывает к расовой гармонии и сотрудничеству, чтобы построить лучший, справедливый мир». Композиция также возглавила чарты Billboard Hot R&B/Hip-Hop Songs and Hot Dance Club Songs и получила золотой сертификат в США в январе 1990 года. «Escapade» стал вторым синглом номер один в Hot 100, также возглавив Hot R&B/Hip-Hop Songs and Hot Dance Club Songs. Он получил золотой сертификат в мае 1990 года.
«Alright» достиг четвёртого места в Hot 100, второго — в Hot R&B/Hip-Hop Songs и стал четвёртым и последним номер один в Hot Dance Club Songs. Сингл получил золотой сертификат в июне 1990. В отснятом на песню видеоклипе, Джесон отдала дань Бродвейскому театру ранних годов двадцатого века; в качестве камео в видео появились Кэб Кэллоуэй and Сид Чарисс. Баллада «Come Back to Me» достигла второго места в Hot 100. «Black Cat» возглавила хит-парад 27 октября 1990, через шесть недель после релиза и получила золотой сертификат 13 ноября. «Love Will Never Do (Without You)» была выпущена как седьмой и финальный сингл 6 ноября 1990 года; песня возглавила чарт США 19 января 1991 года на одну неделю Сингл был сертифицирован, как золотой 12 февраля. «State of the World» была запущена в радиоротацию, но не в качестве коммерческого сингла, так как руководители A&M посчитали, что если песня не будет доступна в продаже, но будет звучать на радио, это поспособствует продажам альбома.
В сентябре 1990 года, Джексон получила две номинации на MTV Video Music Award: «Лучшее танцевальное видео» и «Лучшая хореография» за клип «Rhythm Nation» (сономинация с хореографом Энтони Томасом), получив награду за «Лучшую хореографию». Также она получила награду MTV Video Vanguard Award, считающуюся самой почётной у MTV.

## Международный тур
The Rhythm Nation 1814 Tour стал первым международным концертным туром певицы в поддержку студийного альбома. В ходе гастролей певицу сопровождали одиннадцать музыкантов и бэк-вокалистов и шесть танцоров. Энтони Томас был нанят в качестве главного хореографа тура. Музыкант и саунд-продюсер Чаки Букер был нанят в качестве музыкального руководителя; его группа выступала на разогреве. Журналист Дуг Адриансен писал: «Из-за неизбежного сравнения с её братом Майклом, 32, все ожидают от тура Rhythm Nation чего-то большего, чем даже лунная походка. Чтобы убедиться в том, что всё достаточно впечатляюще, Джексон и музыкальный руководитель Чак Букер репетировали со внушительной командой в течение двух недель в Pensacola Civic Centre… там же, где Майкл завершал свой Bad World Tour». Общие затраты на производство тура составили 2 миллиона долларов.
Первый концерт в городе Майами, штат Флорида, состоялся 1 марта 1990 года. Билеты были раскуплены задолго до концерта. Музыкальный критик Дебора Уилкер отмечала, что «[Джанет] не представляет серьёзной угрозы для её брата Майкла, но вне всякого сомнения, она, как исполнитель, доказала свою собственную силу». Критик также говорила о внимании прессы к данному концерту, утверждая, что «начало тура стало медиа-событием, с репортажами и фильмами по всей стране. Среди толпы были брат Джанет Джэки и её мама Кэтрин, а также певица Уитни Хьюстон и продюсеры Джэм и Льюис». Описанный в Entertainment Weekly, как «скрупулёзно поставленный танцевальный спектакль», турне имело целью воссоздать на сцене «получившие награды, визуально инновационные» музыкальные клипы из альбомов Rhythm Nation 1814 и Control. Джэй Кокс из журнала Time посчитал, что тур не оставил сомнений, что Джанет не является продюсерским проектом. Критик Крис Уилмэн посчитал: «Если танцы Джанет в ходе этого тура покажутся вам более впечатляющими, чем у Майкла… то это из-за того, что она проводит очень много времени на сцене со своими шестью танцорами, став частью этого хип-хоп кордебалета. Это вершина того, что может быть сделано в этом жанре». Некоторые журналисты отмечали, что Джексон, как и многие артисты того времени, частично пела под фонограмму. Джон Парелес говорил по этому поводу: «большинство шоу с фонограммой возникли из-за эры видеоклиповых поп-артистов, чья аудитория молода и научена телевидением. Они заполняют стадионы, чтобы насладиться шоу, которое они видели по телевизору — нужны те же танцы… сценические эффекты и, в последнюю очередь, песни». Критик Майкл МакКембридж назвал исполнение под фонограмму «спорным вопросом», утверждая, что «Джексон часто пела вместе с заранее записанными вокальными партиями, чтобы приблизить исполнение к звучанию её синглов в радиоверсиях».
Первый концерт за пределами США прошёл в Токио. Билеты были проданы за семь минут после начала продаж, что стало рекордом для стадиона Tokyo Dome, где проходил концерт. Los Angeles Times сообщал, что «Япония стала „Нацией ритма“ когда Джанет Джексон открыла свой тур концертом в Tokyo Dome, представив каскады нескончаемых волн фанка и хореографии перед пятидесятитысячной толпой». Джексон также дала концерты в Осаке и Йокогаме, после чего вернулась в США, откуда направилась в Европу, для завершающего этапа тура. Собрав 28,1 миллиона долларов, тур стал пятым по прибыльности в 1990 году, сделав Джексон первой артисткой в истории, которая попала в топ-10
. Rhythm Nation 1814 Tour, собрав аудиторию в более чем два миллиона человек, стал самым успешным дебютным концертным туром среди всех исполнителей. Когда Джексон начала своё турне, культурное влияние её музыки уже было несомненным. Джоел Сельвин из San Francisco Chronicle писал: «23-летняя [певица] добилась ошеломительного успеха за 4 года, став неотъемлемой частью MTV и основным образцом для подражания среди девочек-подростков всей страны». Уильям Аллен, тогдашний вице-президент фонда United Negro College Fund, заявил в интервью Los Angeles Times: «Джексон — это образец для всей молодёжи, которому стремятся подражать, и обращение, которое она пытается донести до молодёжи этой страны через тексты альбома Rhythm Nation 1814, имеет положительный эффект». Дебора Уилкер говорила: «Джексон является редким хорошим образцом для подражания для детей, особенно молодых женщин, которые раньше подражали стилю проституток из видеоклипов. Джексон, к счастью, следит за своей одеждой… она проповедует братство и расовое единство, и она воспринимается как уверенная в себе молодая леди, у которой много внутреннего самоконтроля». В журнале Ebony писали о статусе певицы, как иконы стиля: «Когда Джанет развлекала аудиторию в 2 миллиона фанатов в ходе её триумфального тура Rhythm Nation, толпы девочек-подростков имитировали её стиль — чёрную полувоенную куртку, чёрные плотно обтягивающие штаны и большие белые рубашки».

## Реакция критики
| Оценки критиков         | Оценки критиков |
| Источник                | Оценка          |
| ----------------------- | --------------- |
| Allmusic                | [ 7 ]           |
| The Boston Globe        | (положительная) |
| Los Angeles Times       | [ 53 ]          |
| The New York Times      | (положительная) |
| Q                       | [ 54 ]          |
| Rolling Stone           | [ 5 ]           |
| San Francisco Chronicle | (положительная) |
| Slant Magazine          | [ 56 ]          |
| Sputnikmusic            | [ 57 ]          |
| The Village Voice       | A−              |

Альбом получил в основном положительные отзывы за музыкальное содержание и смешанную реакцию на решение Джексон наполнить его социальными и политическими темами. Джон Парелес из The New York Times писал: «Её мотивы могли быть вполне искренними; результаты — неубедительны». Сопоставив её реализацию концепции пластинки с The Dark Side of the Moon (1973) группы Pink Floyd и Appetite for Destruction (1987) группы Guns N' Roses, критик посчитал, что «альбом стал бурей в стакане». Несмотря на его разочарование тематикой работы, журналист положительно отозвался о музыкальном содержании: «Суть музыки в плотном, без неточностей звуке, с ласкающими уши, чёткими запрограммированными ритмами; Высокий голос Мисс Джексон, наложенный на яркие унисоны и богатые гармонии, звучит объёмно и точно». Роберт Кристгау из The Village Voice говорил: «если прифанкованные претензии в слове „нация“ слишком далеки от того, чьё представление о мире основано на шестичасовых новостях, то в „ритме“ всё вышло естественно, и я делаю ей скидку на этом. Её голос не дотягивает до заявленных задач и не раскрывает тему политики, как это было с её сексуальностью, но вот музыка говорит о многом: никогда ещё Джэм и Льюис не отжигали столь круто и так долго». Джэймс Джонес из USA Today писал, что «тексты кажутся местами банальными и тонкому голосу Джексон не хватает силы и эмоций, чтобы убедительно проповедовать о бездомных и проблемах наркомании, но превосходный продакшн Джимми Джэма и Терри Льюиса заставит вас танцевать также, как и раньше».
Вайнс Алетти из журнала Rolling Stone сравнил Джексон с политиком, «отказавшимся от собственного „я“ для всеобщего „мы“ и приглашающего каждого сделать то же самое». Алетти похвалил как политическую тематику Джексон, так и музыкальный материал, так как, по его мнению, она «балансирует между отчаянием и оптимизмом, наполненном надеждой, в популярной сегодня форме», не забывая, что социальный прогресс — это результат тяжёлого труда. Журналист San Francisco Chronicle, Майкл Шнайдер, назвал альбом достойным последователем Control, потому что он «добавил немного социополитической субстанции к прекрасному хип-хопу». Деннис Хант из Los Angeles Times сравнил Джанет Джексон с Мадонной, посчитав, что она предстала «королевой музыки и танца, которая также может петь баллады. Альбом записан в диапазоне от социальных протестов до крепких, чувственных мелодий, от танцевальной музыки до песен с джазовыми элементами и бразильским колоритом». Стив Морс из The Boston Globe сопоставил коммерческий успех альбома с успехами Aerosmith, Billy Joel и других членов семьи Джексонов, адресовав этот успех тому, что Джанет создала «танцевальную запись с безжалостно откровенной социальной тематикой, затрагивающей проблемы наркотиков, бездомности, безграмотности и подростковых побегов. Она далеко вышла из образа пушистой танцевальной певички, что сможет объединить даже рокеров и рэперов, которые обычно смотрят в совершенно другую сторону».
Альбом получил пять номинаций на премию «Грэмми» в 1990 году: «Лучшее женское вокальное ритм-н-блюз исполнение» и «Лучшая ритм-н-блюз песня» за «Miss You Much», «Лучшая инструментальная аранжировка с сопровождением вокалиста(ов)» и «Лучшее длинное музыкальное видео» за «Rhythm Nation 1814», и «Продюсер года, неклассический», выиграв награду за лучшее видео. Музыкальный критик Дэбора Уилкер утверждала, что тот факт, что Джексон не была номинирована в категории «Альбом года» стал «огромной оплошностью». В следующем году Джанет получила номинации «Лучшее женское рок-исполнение» за «Black Cat», и «Лучшая ритм-н-блюз песня» и «Лучшее женское вокальное исполнение в стиле ритм-н-блюз» за «Alright».
Некоторые комментарии к альбому концентрировались вокруг мысли, что успех Джексон был запрограммирован. Музыкальный критик Роберт Хейльбурн писал: «Известная долгие годы, как „Маленькая сестричка Майкла“, Джексон ожидаемо получила большую популярность в 1986 году, когда её альбом Control был продан в количестве 9 миллионов экземпляров по всему миру и сделал её королевой танцевальной поп-музыки… но из-за того, что два её предыдущих альбома были практически неизвестными публике, то она могла легко предположить, что успех Control был обеспечен только участием Джимми Джэма и Терри Льюиса, бывшими продюсерами Принца, которые продюсировали альбом и стали соавторами большинства его песен». Хейльбурн также добавлял, что последующий коммерческий успех бывшего хореографа Джанет, Полы Абдул, как сольного исполнителя, только утвердил это мнение. В ответ Джексон заявляла: «…мне это надоело. Некоторые люди думают, что кто-то делает мне имидж, говорит, какие песни петь или что мне надеть. Я не робот. Я хочу чтобы люди знали — я такая, какая есть. Настоящая… „Она добилась успеха только благодаря Терри Льюису и Джимми Джэму или Поле Абдул… или потому что она сестра Майкла“ и так далее. Это действительно мне так надоело». Джимми Джэм объяснял: «когда кто-нибудь говорит, „Чтож, она выехала за счёт Джимми Джэма и Терри Льюиса“, вспомните, что мы не были кем-то вроде… Куинси Джонса… Control был нашим первым успехом. То же самое с Полой. Это не было похоже на то, как если бы Джанет наняла Фрэда Астера… Она серьёзно рисковала со всеми нами». Диана Бэрон, на тот момент главный менеджер A&M, утверждала: «Джанет, возможно один из самых упёртых и подготовленных артистов, которых я когда-либо видела… Она обладает удивительной силой и сфокусированностью. Она готова поставить всё на достижение цели. Все эти разговоры о том, что она „поп-пустышка“ далеки от истины настолько, насколько это возможно».
В более поздней рецензии Алекс Хендерсон из Allmusic критиковал «тончайший» голос Джанет, но говорил, что её душа, дух и оптимизм компенсировали ограничения её вокального диапазона в череде политических и неполитических «жемчужинах», представленных на альбоме. Хендерсон описывал пластинку, как «более убедительное артистическое достижение», чем Control и добавлял: «Для тех, кто приобрёл первый альбом Джанет Джексон, этот станет ещё лучшей инвестицией, чем Control — и это говорит о многом». Захари Пауэлл из Sputnikmusic писал, что, несмотря на то, что первые три релиза Джанет вывели её из под тени семейства Джексонов, «Rhythm Nation поставил восклицательный знак в её карьере… В альбоме видно весь талант в него вложенный, будь то прекрасное продюсирование Джимми Джэма и Терри Льюиса или разнообразная коллекция чудесных песен, в которых показан весь талант Джексон и где она прекрасно перевоплощается в различные образы». Эрик Хендерсон из Slant Magazine назвал альбом «идеальной бурей, ставшей её шедевром 1989 года». Он также положительно отозвался о работе Джэма и Льюиса, утверждая: «Работа Джэма и Льюиса для Rhythm Nation расширила диапазон Джексон во всех возможных смыслах. Она была убедительно женственной, ещё более убедительно мужественной, жизнеспособной в роли взрослого и правдоподобной в роли подростка. Это, конечно, было решающим значением для проекта, в котором Джексон решила взять на себя роль рупора нации, в этой мультикультурной утопии».

## Влияние на популярную культуру
Janet Jackson’s Rhythm Nation 1814 стал самым продаваемым альбомом в 1990 году и вошёл в историю, как единственный альбом, семь синглов из которого попали в топ-5 чартов Billboard; «Miss You Much», «Rhythm Nation», «Escapade», «Alright», «Come Back to Me», «Black Cat» и «Love Will Never Do (Without You)» достигли топ-5 в чарте Billboard Hot 100. Альбом стал единственным релизом, несколько синглов с которого возглавляли Hot 100 три года подряд — «Miss You Much» в 1989, «Escapade» и «Black Cat» в 1990 и «Love Will Never Do (Without You)» в 1991. Коммерческий успех альбома Джанет Джексон стал важной поворотной вехой для темнокожих исполнительниц в музыкальной индустрии. Чериз Крамер и Дэйл Спендер, в их книге Routledge International Encyclopedia of Women: Global Women’s Issues and Knowledge (2000), писали, что до 1980-х, чернокожие артисты часто подвергались сегрегации, допускаясь только в чарты и ротации в жанрах диско, соула или ритм-н-блюза. Таким образом, «важнейшим пунктом в борьбе темнокожих женщин стало „скрещивание“ танцевальной музыки с поп-музыкой и роком, в которых доминировали „белые“ исполнители». В то время, как доминирование женщин суперзвёзд в мейнстримовых чартах было заложено Мадонной, «к концу 1980-х, темнокожие женщины также получили огромный коммерческий успех в поп-мейнстриме. Такие артисты, как Джанет Джексон, Тина Тёрнер и Уитни Хьюстон достигли статуса суперзвёзд». Стэн Хокинс писал, что успех альбома «помог обеспечить Джексон позицию наравне с Мадонной», когда она провела свой первый международный тур в 1990 году.
Имидж Джексон в Америке — один из самых обнадёживающих. Он может напомнить о Sly Stone периода до There's a Riot Going On и о других африкано-американских артистах 1970-х, что намекает на то, что ещё есть возможность существования мира, представленного Кингом, что Американская мечта — это мечта для каждого человека.
Энтони ДэКёртис, автор Present Tense: Rock & Roll and Culture (1992), писал, что из её стихов и имиджа стало «ясно, что Джексон хочет создать образ профессионала, творческой личности, одними из целей которой являются улучшение жизни афроамериканцев и создание ролевой модели поведения для темнокожих женщин». В книге Reflecting Black: African-American Cultural Criticism (1993), её автор Майкл Эрик Доусон утверждал, что привнесение рэпа в альбом стало не просто одной из форм самовыражения, но обозначило протест против общества, основанного на социальной несправедливости, добавив: «Джанет Джексон говорила что она сама… хотела бы достучаться до несознательных людей, которые хотят только веселиться и танцевать». Рикки Винсент, автор книги Funk: The Music, The People, and The Rhythm of The One (1996), писал: «Её альбом 1989-го года Rhythm Nation стал самой смелой и самой успешной поп-попыткой соединить социальную тематику, праздник и близкую в искусству танцевальную фанк-музыку, со времён альбома Bad её брата Майкла».
Появлялись слухи, что принадлежащий брату Джанет, Майклу, лейбл MJJ Music (основанный на венчурной сделке между ним и Sony Music Entertainment) собирается подписать её, как своего главного артиста; Майкл даже собирался назвать лейбл Nation Records в честь Джанет, но права на название уже были заняты. Певица, в свою очередь, подписала 32-х миллионный контракт с лейблом Virgin Records в 1991 году — самый дорогой контракт в истории на то время. Сэл Синкуэмани из Slant Magazine посчитал, что её успех «впервые затмил достижения Майкла, что в будущем будет происходить ещё не раз в течение десяти последующих лет». В июле 1998 года, журнал Entertainment Weekly включил Janet Jackson’s Rhythm Nation 1814 в свой список ста лучших альбомов за последние 25 лет, поместив его на 54 место. Альбом также помещён на 275 место в рейтинге 500 величайших альбомов всех времён по версии журнала Rolling Stone, а также в альманах американских музыкальных критиков тысяча и один музыкальный альбом, который стоит прослушать, прежде чем вы умрёте.

## Награды
| Организация                                     | Страна         | Награда (категория) | Год  | Источник |
| ----------------------------------------------- | -------------- | --- | ---- | -------- |
| Parents' Choice Foundation                      | США            | Parents' Choice Award | 1989 | [ 78 ]   |
| Billboard Music Awards                          | США            | Top Hot 100 Singles Artist of the Year, Top Selling Album of the Year, Top Selling R&B Album of the Year, Top Selling R&B Albums Artist of the Year, Top Selling R&B Artist of the Year, Top Dance Club Play Artist of the Year, Top Hot Dance 12" Singles Sales Artist of the Year | 1990 | [ 79 ]   |
| Billboard/Tanqueray Sterling Music Video Awards | США            | Best Female Video Artist, Black/Rap, Best Female Artist, Dance, Director’s Award, Black/Rap («Rhythm Nation 1814»), Director’s Award, Dance («Alright»), Tanqueray Sterling Music Video Award for Artistic Achievement («Rhythm Nation 1814»)                                       | 1990 | [ 80 ]   |
| MTV Video Music Awards                          | США            | Лучшая хореография («Rhythm Nation»), MTV Video Vanguard Award | 1990 | [ 34 ]   |
| «Грэмми»                                        | США            | Лучшее длинное музыкальное видео года («Rhythm Nation 1814») | 1990 | [ 81 ]   |
| Rolling Stone                                   | США            | «Women in Rock: The 50 Essential Albums» (27-е место) | 2002 | [ 82 ]   |
| Quintessence Editions Ltd.                      | Великобритания | Тысяча и один музыкальный альбом, который стоит прослушать, прежде чем вы умрёте (без ранжирования) | 2003 | [ 77 ]   |
| Rolling Stone                                   | США            | 500 величайших альбомов всех времён по версии журнала Rolling Stone (275-е место) | 2003 | [ 76 ]   |
| Entertainment Weekly                            | США            | 100 лучших альбомов за последние 25 лет (54-е место) | 2008 | [ 75 ]   |

## Список композиций
| №   | Название                                   | Автор(ы)                                | Длительность |
| --- | ------------------------------------------ | --------------------------------------- | ------------ |
| 1.  | «Interlude: Pledge»                        | Джанет Джексон                          | 0:47         |
| 2.  | «Rhythm Nation»                            | Джексон, Джеймс Харрис III, Терри Льюис | 5:31         |
| 3.  | «Interlude: T.V.»                          | Джексон                                 | 0:22         |
| 4.  | «State of the World»                       | Джексон, Харрис, Льюис                  | 4:48         |
| 5.  | «Interlude: Race»                          | Джексон                                 | 0:05         |
| 6.  | «The Knowledge»                            | Харрис, Льюис                           | 3:54         |
| 7.  | «Interlude: Let's Dance»                   | Джексон                                 | 0:03         |
| 8.  | «Miss You Much»                            | Харрис, Льюис                           | 4:12         |
| 9.  | «Interlude: Come Back»                     | Джексон                                 | 0:21         |
| 10. | «Love Will Never Do (Without You)»         | Харрис, Льюис                           | 5:50         |
| 11. | «Livin' in a World (They Didn't Make)»     | Харрис, Льюис                           | 4:41         |
| 12. | «Alright»                                  | Джексон, Харрис, Льюис                  | 6:26         |
| 13. | «Interlude: Hey Baby»                      | Джексон                                 | 0:10         |
| 14. | «Escapade»                                 | Джексон, Харрис, Льюис                  | 4:44         |
| 15. | «Interlude: No Acid»                       | Джексон                                 | 0:05         |
| 16. | «Black Cat»                                | Джексон                                 | 4:50         |
| 17. | «Lonely»                                   | Харрис, Льюис                           | 4:59         |
| 18. | «Come Back to Me»                          | Джексон, Харрис, Льюис                  | 5:33         |
| 19. | «Someday Is Tonight»                       | Джексон, Харрис, Льюис                  | 6:00         |
| 20. | «Interlude: Livin'...In Complete Darkness» | Джексон                                 | 1:07         |

| №   | Название                                  | Автор(ы)                                | Длительность |
| --- | ----------------------------------------- | --------------------------------------- | ------------ |
| 1.  | «Interlude: Pledge»                       | Джанет Джексон                          | 0:47         |
| 2.  | «Rhythm Nation»                           | Джексон, Джеймс Харрис III, Терри Льюис | 4:38         |
| 3.  | «State of the World»                      | Джексон, Харрис, Льюис                  | 4:53         |
| 4.  | «The Knowledge»                           | Харрис, Льюис                           | 4:01         |
| 5.  | «Miss You Much»                           | Харрис, Льюис                           | 3:53         |
| 6.  | «Love Will Never Do (Without You)»        | Харрис, Льюис                           | 5:48         |
| 7.  | «Livin' in a World (They Didn’t Make)»    | Харрис, Льюис                           | 4:36         |
| 8.  | «Alright»                                 | Джексон, Харрис, Льюис                  | 5:27         |
| 9.  | «Escapade»                                | Джексон, Харрис, Льюис                  | 4:48         |
| 10. | «Black Cat»                               | Джексон                                 | 4:50         |
| 11. | «Lonely»                                  | Харрис, Льюис                           | 4:59         |
| 12. | «Come Back to Me»                         | Джексон, Харрис, Льюис                  | 5:33         |
| 13. | «Someday Is Tonight»                      | Джексон, Харрис, Льюис                  | 6:01         |
| 14. | «Interlude: Livin'… In Complete Darkness» | Джексон                                 | 1:07         |

| №  | Название                                  | Длительность |
| -- | ----------------------------------------- | ------------ |
| 1. | «You Need Me» (Би-сайд к «Miss You Much») |              |
| 2. | «Skin Game» (Би-сайд к «Come Back to Me») |              |

| №  | Название | Длительность |
| -- | -------- | ------------ |
| 1. | «Work»   | 4:38         |

Примечания:
- Все песни, за исключением интерлюдий и «Black Cat» спродюсированы Джимми Джэмом и Терри Льюисом.
- «Black Cat» спродюсирован Джанет Джексон и Джэллибином Джонсоном.
- Все песни, за исключением интерлюдий и «Black Cat» сопродюсированы Джанет Джексон.
- «Rhythm Nation» включает семпл из «Thank You (Falettinme Be Mice Elf Agin)» группы Sly & the Family Stone.
- «Miss You Much» включает семпл из «Think (About It)» исполнительницы Лин Коллинз.

## Участники записи
| - Герб Алперт — труба, горн, латунь - Джулия Эуер — скрипка - Стивен Барнетт — дирижёр - Стив Барнетт — дирижёр - Дэвид Берри — электро- и 12-струнная гитары - Ли Бласке — аранжировщик - Крис Браун — бас - Каролин Доус — скрипка - Хэнли Доус — скрипка - Дэвид Илэнд — программинг - Рэне Элизондо — бэк-вокал - Ричард Фрэнкел — креативный директор, дизайн обложки - Джонни Гилл — перкуссия, специальные эффекты, щелчки пальцами - Джэймс Гриер — бэк-вокал - Guzman/Rotterdam Conservatory Orquesta Tipica — фотографии - Стив Ходж — бэк-вокал, инженер звукозаписи - Питер Говард — виолончель - Джанет Джексон — аранжировка, клавишные, вокал, бэк-вокал, продюсер - Джимми Джэм — перкуссия, пианино, ударные, клавишные, программинг, продюсер - Джэллибин Джонсон — гитара, ударные, вокал, бэк-вокал, продюсер - Джэсси Джонсон — гитара | - Лиза Кейт — бэк-вокал - Кейти Кейнзл — арфа - Джошуа Коэстенбаум — виолончель - Джэмил Лефлёр — бэк-вокал - Терри Льюис — бас, перкуссия, аранжировка, бэк-вокал, продюсер - Шауи Маркс — бэк-вокал - Джон МакКлэйн — бэк-вокал, продюсер - Тамика МакДэниел — вокал - Тарника МакДэниел — бэк-вокал - Джон МаЛэйн — гитара, бэк-вокал - Шанте Оуэнс — бэк-вокал - Эми Пауэлл — вокал - Рэнди Рэн — бэк-вокал - Николас Рэтс — гитара, классическая гитара - Соня Робинсон — бэк-вокал - Клэрис Руперт — бэк-вокал - Ворлиша Райан — бэк-вокал - Тамас Штрассер — альт - Джон Тартаглия — альт - Ричард Тэйлор — бэк-вокал - Ромуальд Тэкко — концертмейстер - Энтони Томас — бэк-вокал - Хайцент Тлусек — концертмейстер - Стив Уилсон — бэк-вокал |

## Чарты и сертификации
| Чарт (1989-91)            | Высшая позиция |
| ------------------------- | -------------- |
| Australian Albums Chart   | 1              |
| Canadian Albums Chart     | 10             |
| Dutch Albums Chart        | 28             |
| German Albums Chart       | 39             |
| Japanese Albums Chart     | 8              |
| New Zealand Albums Chart  | 9              |
| Swedish Albums Chart      | 24             |
| Swiss Albums Chart        | 23             |
| UK Albums Chart           | 4              |
| US Billboard 200          | 1              |
| US Top R&B/Hip-Hop Albums | 1              |

| Страна         | Статус        | Продажи/отгрузки |
| -------------- | ------------- | ---------------- |
| Австралия      | 2× Платиновый | 140000           |
| Великобритания | Платиновый    | 300000           |
| Канада         | Платиновый    | 100000           |
| Новая Зеландия | Золотой       | 7500             |
| США            | 6× Платиновый | 6000000          |
| Швейцария      | Золотой       | 25000            |